# Историко-краеведческий музей (Экибастуз)
Историко-краеведческий музей города Экибастуз (ул. Кеңшілер, 34), культурно-просветительное государственное учреждение города, собирающее, изучающее, комплектующее, хранящее и выставляющее для обозрения памятники естественной истории, материальной и духовной культуры в целях развития и популяризации науки, воспитания масс.

## История
Создан в 1988 г. и до 1995 г. располагался в здании старого ж.-д. вокзала, затем в помещении здания военкомата на 14 микрорайоне, далее в здании Центральной городской библиотеки по проспекту Машхур Жусупа (бывш. Ленина), 51. В 1995 г. музею выделено здание бывшего детского сада № 7. В 1997 г. к 40-летию города Экибастуза состоялось официальное открытие музея.
Общая площадь 839 м², имеет 10 экспозиционных залов площадью 340 м², фондохранилище площадью 66 м², выставочный зал площадью 90 м², фондовый и научно-просветительский отделы. Содержит свыше 60 тысяч экспонатов. Организует передвижные тематические выставки к знаменательным датам и событиям. Проводит встречи с ветеранами труда и Великой Отечественной войны. Организует экскурсии, чтение лекций по краеведческой тематике. В 2004 г. музей посетило более 20 тысяч человек.